# Wiefelstede
Wiefelstede is een gemeente in de Duitse deelstaat Nedersaksen. De gemeente ligt tussen de steden Oldenburg en Varel en de gemeenten Bad Zwischenahn en Rastede. Bestuurlijk hoort de plaats bij de Landkreis Ammerland. Wiefelstede telt 16.117 inwoners.

## Bestuurlijke indeling
De gemeente Wiefelstede bestaat uit onderstaande dorpen:
- Bokel, 4 km Z ( ten zuiden van het hoofddorp Wiefelstede)
- Borbeck, 7 km Z
- Conneforde, 11 km N
- Dringenburg, 5 km N
- Gristede: 6 km ZW,  aan de andere kant van het bos, dicht bij afrit 8 van de A 28 en slechts 3 km ten NO van het Zwischenahner Meer
- Heidkamp, direct ten N van Metjendorf
- Herrenhausen, 11 km N
- Hollen, 3 km NW, in het veen Holler Moor
- Hullenhausen, direct ten N van Herrenhausen
- Lehe, 2 km ten NO van dringenburg
- Mansholt, 7 km Z, direct ten N van Neuenkruge
- Metjendorf, 10-11 km ZZO, direct grenzend aan de buitenwijken Alexandersfeld en Dietrichsfeld van de stad Oldenburg
- Mollberg, 3 km N
- Neuenkruge, 9 km Z, ongeveer 2 km ten O van afrit 9 van de A 28
- Nuttel en Bokelerburg, 2½ km ZO
- Ofenerfeld, direct ten NO van Metjendorf en Dietrichsfeld, gem. Oldenburg
- Spohle, 7½ km NNW
- Wehnerfeld-Westerholtsfelde, direct ten Z van Neuenkruge en ten N van Wehnen, gem. Bad Zwischenahn
- Wemkendorf, 3 km O
- Wiefelstede, zetel van het gemeentebestuur.

### Aantal inwoners per gemeentedistrict
Stand: 31-12-2019. Incl. tweede-woningbezitters. 
- Wiefelstede I  2.394
- Wiefelstede II  1.229
- Wiefelstede III  1.839
- Gristede  771
- Hollen-Dringenburg  334
- Mollberg-Lehe 341
- Nuttel-Wemkendorf 442
- Bokel 745
- Mansholt  90
- Neuenkruge  356
- Wehnerfeld-Westerholtsfelde  143
- Borbeck  577
- Heidkamp-Heidkamperfeld  179
- Siedlung Heidkamp  692
- Metjendorf I  2.134
- Metjendorf II  2.682
- Ofenerfeld 925
- Spohle  517
- Conneforde  277
- Hullenhausen-Herrenhausen  94

Totaal: 16.785

## Infrastructuur, verkeer, vervoer
De gemeente ligt in het Ammerland ten noordoosten van de gemeente Bad Zwischenahn en ten noorden van de stad Oldenburg. In het oosten grenst Wiefelstede aan Rastede en in het westen aan Westerstede. 

### Wegverkeer
Het gemeentegebied wordt doorsneden door twee snelwegen : aan de zuidwestkant A 28 Leer - Oldenburg (afrit 8 Zwischenahner Meer, 6 km en afrit 9 Neuenkruge, ca. 11 km), en aan de oostkant de A 29 Wilhelmshaven - Oldenburg (afrit 11 Hahn/Lehmden).

### Openbaar vervoer
De gemeente is per trein niet bereikbaar. 
Openbaar-vervoerreizigers zijn aangewezen op de bus van Conneforde via Wiefelstede en Ofenerfeld naar de stad Oldenburg, van waar men met de trein verder kan reizen. 
Sportievelingen kunnen ook over een landschappelijk aantrekkelijke weg 12 km fietsen naar Bad Zwischenahn, dat een station aan de spoorlijn Oldenburg-Leer v.v. heeft.

## Economie
Op de locatie van een voormalig militair vliegveld werd in 2011 een groot zonnepanelenpark aangelegd.
De gemeente huisvest veel midden- en kleinbedrijf (met name metaalbewerking en fabricage van bouwmaterialen), alsmede enkele regionale logistieke centra van grote Duitse bedrijven. Ook de tuinbouw (boomkwekerijen) is van enig belang. Metjendorf heeft zich tot een voorstadje van Oldenburg ontwikkeld; er wonen veel in die stad werkende forensen.

## Geschiedenis
De eerste kerk van het dorp, gewijd aan Johannes de Doper en St. Radegundis, werd gebouwd in 1057. Om meer over de geschiedenis van het dorp te weten te komen, wordt men naar het streekmuseum verwezen.

## Bezienswaardigheden
- Streekmuseum Haus von Wedel in de dorpskern; alleen zaterdag- en zondagmiddag geopend
- De omstreeks 1200 op de plaats van een oudere kerk gebouwde, romaanse, evangelisch-Lutherse Johannes-de-Doperkerk is de oudste kerk van het Ammerland. In het interieur is met name een altaarstuk, dat rond het jaar 1520 gemaakt is, het barokorgel, en de uit 1644 daterende kansel bezienswaardig.
- In de gemeente liggen met name ten zuidwesten van het hoofddorp enige bossen, waar het goed wandelen is. In één daarvan, het Gristeder Wald, heeft een tuinbedrijf een openbaar park met veel rododendrons en azalea's  (Rhododendronwald) aangelegd. Deze struiken kan men in de gehele streek Ammerland bij vele kwekerijen kopen.
- Vanuit Gristede, 6 km ten zuidwesten van Wiefelstede, kan men na 3 km in zuidwestelijke richting het Zwischenahner Meer bereiken.
- In het dorpje Neuenkruge staat een van omstreeks 1918 daterende Tante-Emma-Laden. Dit is een historische, nog regelmatig geopende, snoep- en kruidenierswinkel, die ten dele een museaal karakter heeft.

## Geboren
- Rudolf Bultmann (1884-1976), theoloog, filosoof

## Partnergemeente
Sinds 7 september 2003 is er een partnerschap met de gemeente Chocz in Polen.

## Politiek

### Zetelverdeling gemeenteraad
De gemeenteraad bestaat uit 32 raadsleden plus de burgemeester.
- CDU 10 zetels
- SPD 9 zetels
- Grüne 5 zetels
- FDP 3 zetels
- Die Linke 1 zetel
- Unabhängige Wähler Gemeinschaft (UWG) 4 zetels
- Burgemeester (ambtshalve) 1 zetel

Totaal 33 zetels.
(Bron: gemeenteraadsverkiezingen 12 september 2021)

## Weblink
www.heimatmuseum-wiefelstede Website streekmuseum

## Afbeeldingen

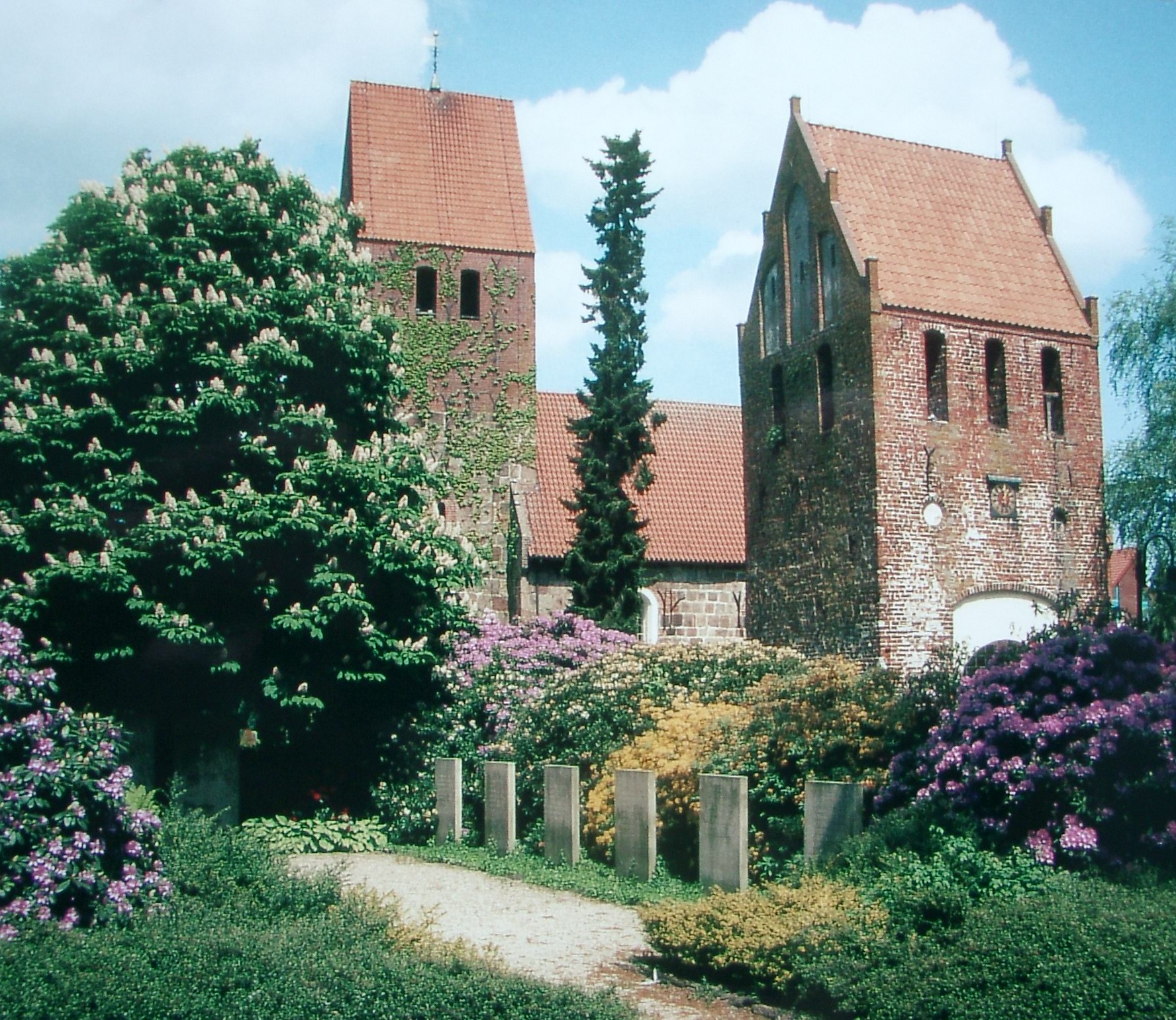
Johannes-de-Doperkerk, Wiefelstede
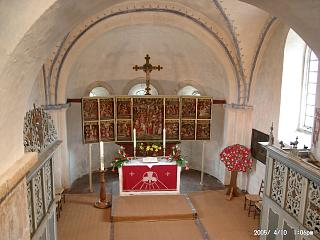
Altaar in deze kerk
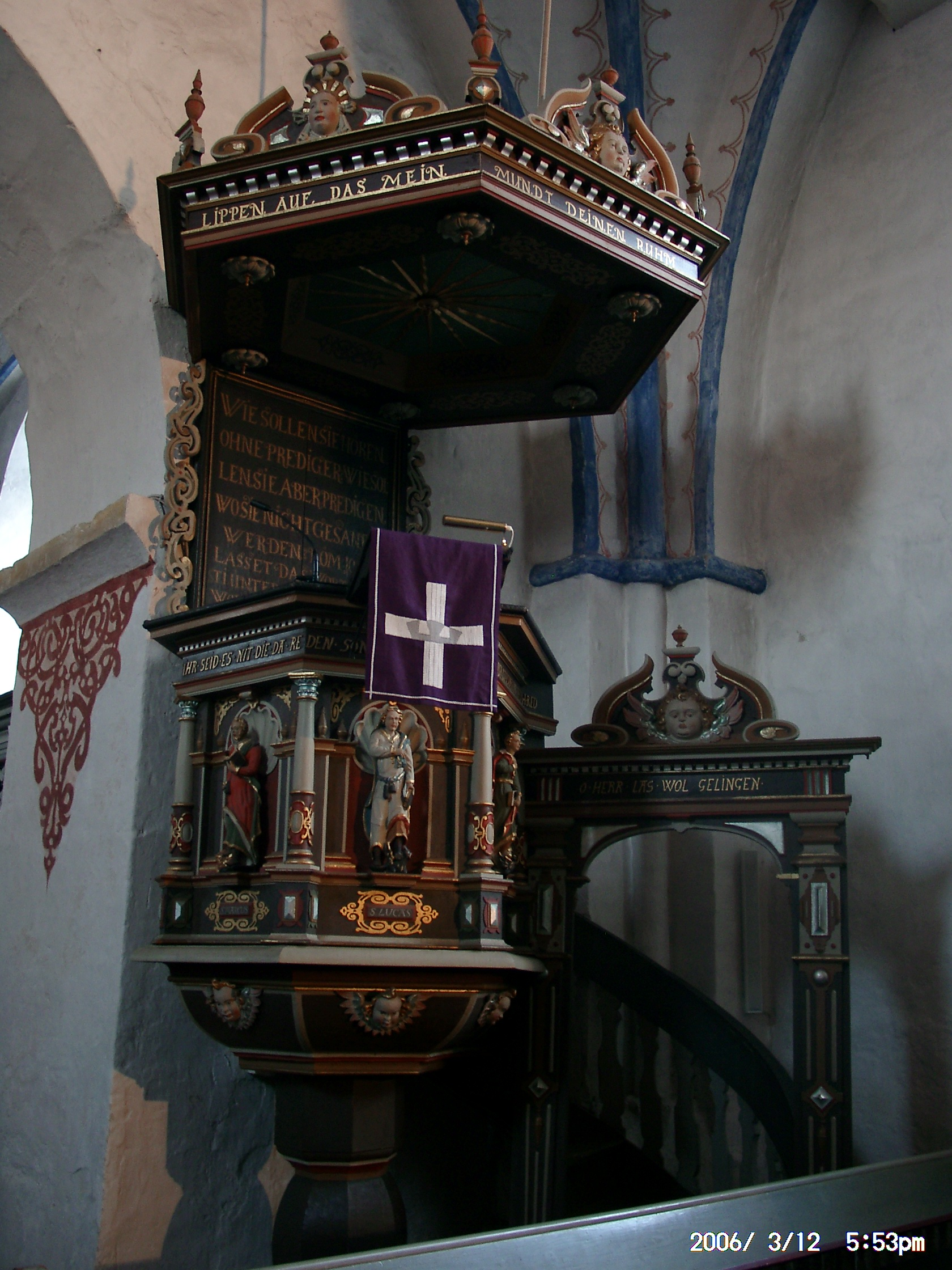
Kansel (1644) in deze kerk
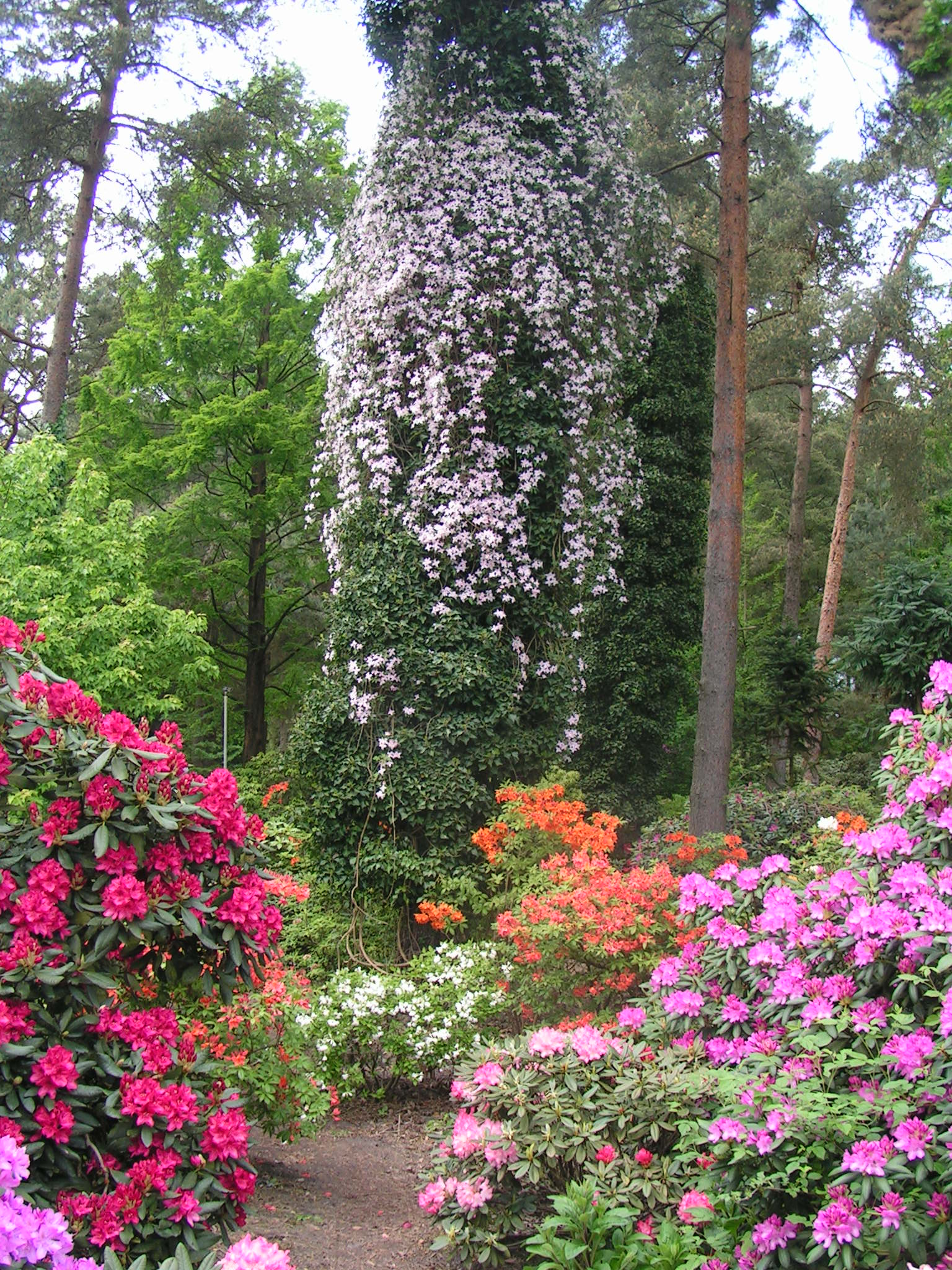
Rododendronpark in het Gristeder wald

- Gemeinsame Normdatei: 4439365-9
- Library of Congress Control Number: no2014087465
- Virtual International Authority File: 241850442
- WorldCat: E39PCjDfrpv7YfrbgPt7vhXdjP

Apen ·
Bad Zwischenahn ·
Edewecht ·
Rastede ·
Westerstede ·
Wiefelstede